# Auferstehung Christi (Bellini)
Die Auferstehung Christi ist ein Gemälde von Giovanni Bellini (1437–1516) mit dem Thema der Auferstehung Christi. Es entstand in den Jahren 1475 bis 1478 als Altarbild für die von dem venezianischen Patrizier Marco Zorzi (oder Giorgio) errichtete Familienkapelle in der Kirche San Michele in Isola auf der Insel San Michele zwischen Venedig und Murano. Es befindet sich heute in der Gemäldegalerie Berlin.

## Material und Technik
Das Gemälde misst 148 × 128 cm und wurde mit Öl auf Pappelholz, übertragen auf Leinwand, gemalt.

## Bildbeschreibung

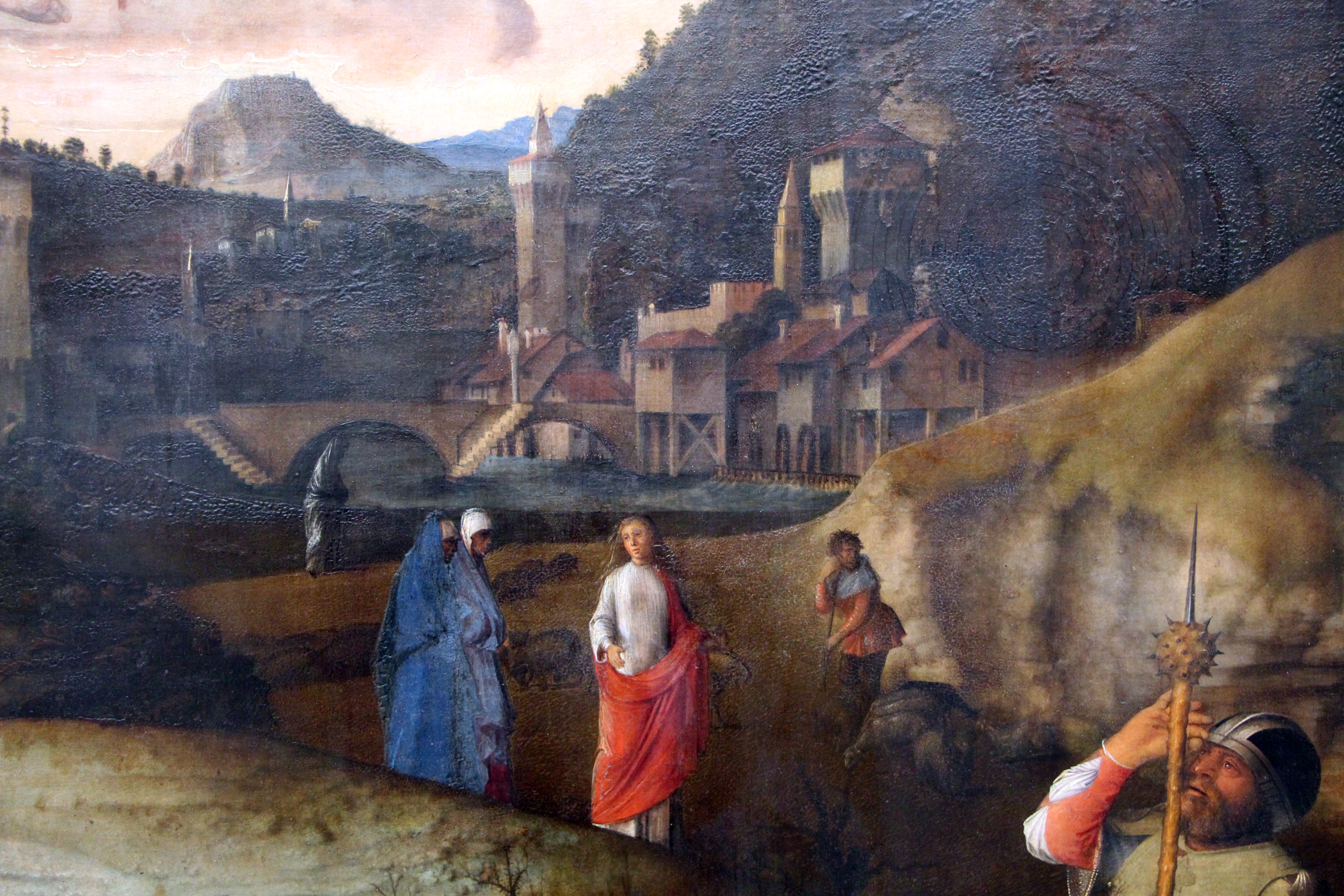
Detail, Giovanni Bellini: Auferstehung Christi.

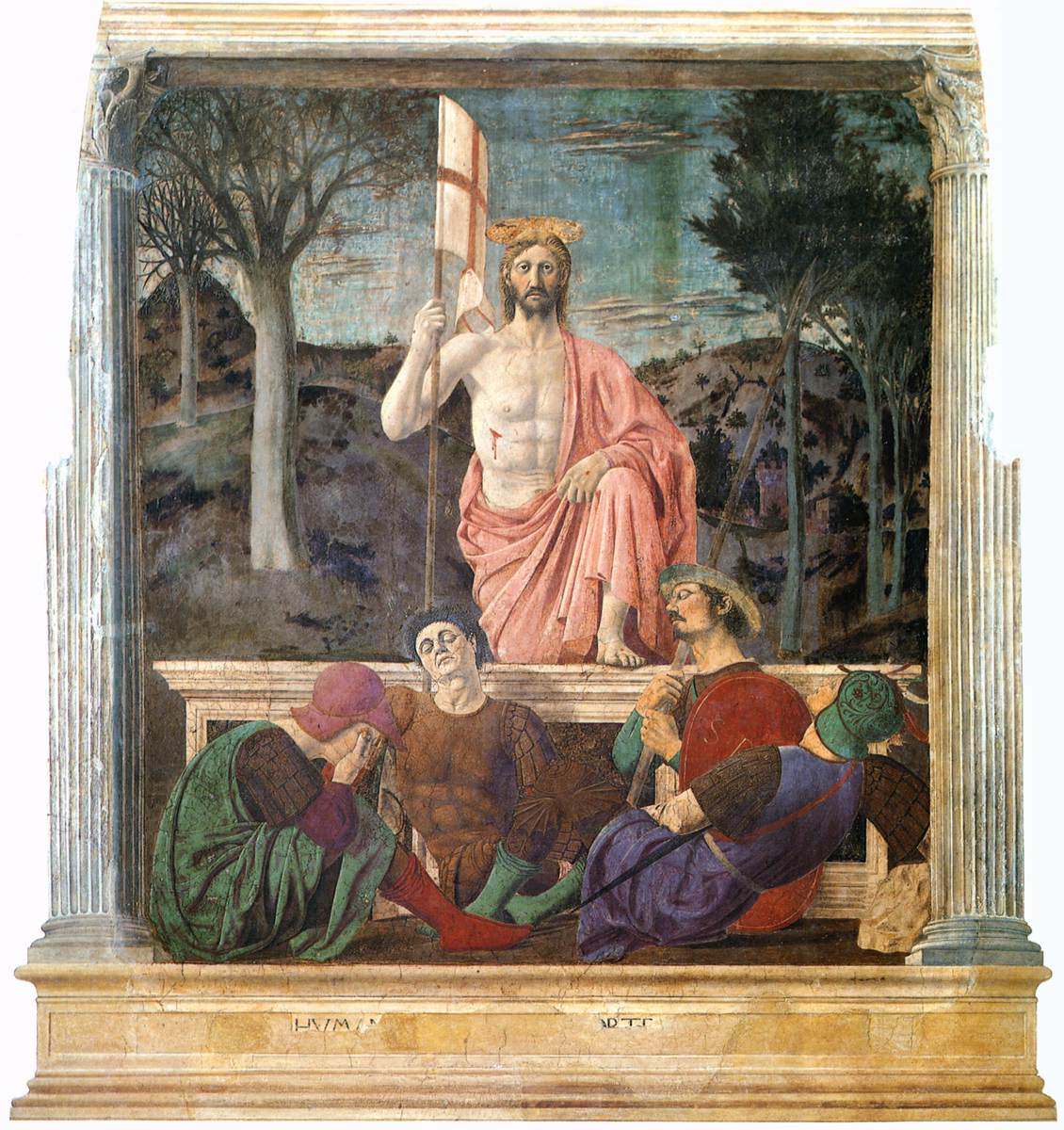
Piero della Francesca: Auferstehung Christi. 1463, Fresko, Tempera, 225 × 200 cm, Museo Civico di Sansepolcro

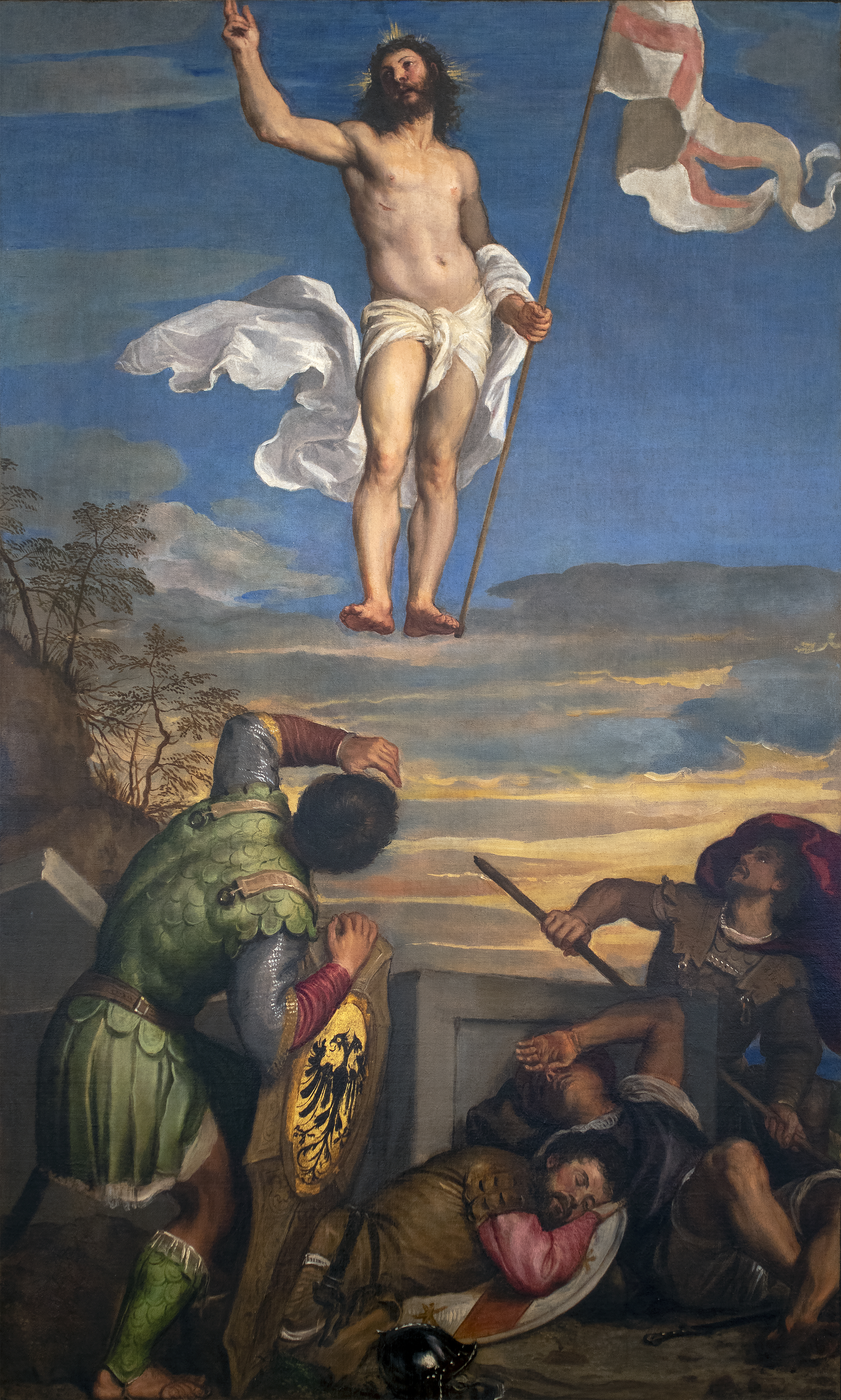
Tizian: Auferstehung Christi, 1542–1544, Öl auf Leinwand, Galleria Nationale delle Marche, Inventarnummer 85.

Das hochrechteckige Gemälde zeigt die Auferstehung Christi aus einem Felsengrab in einer Landschaft. Das Bild besteht aus drei Ebenen; dem Vordergrund mit dem offenen Grab und den drei Soldaten, dem Mittelgrund mit dem Weg, auf dem sich drei Frauen nähern, sowie der Landschaft und dem Himmel im Hintergrund. Vor dem gefärbten Himmel des Sonnenaufgangs schwebt Jesus in der Luft über seinem Grab.
Im Vordergrund sind drei Soldaten vor einem Felsen zu sehen. Der massive Felsen trennt diese Szene vom restlichen Bildraum ab. Im Felsen befindet sich das offene Grab. Die Grabplatte liegt parallel zur unteren Bildkante auf dem Boden vor den Soldaten. Der Soldat auf der linken Seite des Bildes steht neben dem offenen Grab und schaut zu Jesus nach oben. Sein rechter Arm ist angehoben. Rechts vom Grab befinden sich zwei weitere Soldaten. Einer lehnt schlafend an dem Felsen und hat seine Arme stützend unter seinen Kopf gelegt. Der andere Soldat schläft ebenfalls. Er sitzt auf dem Boden, mit dem Rücken gegen den Stein gelehnt. Seine Rüstung hat er ausgezogen, seine Hellebarde und seinen Schild hat er neben sich abgelegt.
Rechts hinter dem Felsen entlang führt ein Weg, auf dem ein weiterer Soldat steht und nach oben zu dem auffahrenden Jesus blickt. Aus dem Hintergrund nähern sich auf dem Weg drei Frauen. Dahinter erstreckt sich eine Landschaft mit einer kleinen Stadt. Häuser, Türme und eine Brücke sind zu erkennen. Über den Häusern erhebt sich ein hoher Berg mit einer Burg auf der Spitze. Es handelt sich hierbei um die freie Darstellung der Stadt Monselice.
Über dem Horizont, im oberen Drittel des Bildes, erhebt sich der Himmel. Dessen unterer Bereich hat die Farben der Morgenröte in der Frühlingszeit. Eingefärbte Schleierwolken ziehen sich parallel zum Horizont. Im oberen Bereich des Bildes ist der Himmel in einem kühlen Blau gehalten. Vor dem Himmel, in einer abstrakten Entfernung zum restlichen Geschehen schwebt Jesus mit einer Siegesfahne in der Hand. Bis auf ein weißes Tuch um seine Hüften ist er unbekleidet. Seine rechte Hand ist zum Segensgestus erhoben, sein Blick ist nach oben gerichtet.

## Zuschreibung
Durch die Restaurierung im Jahr 1903, die nach dem Erwerb des Bildes durch die Gemäldegalerie in Berlin erfolgte, konnte das Gemälde Giovanni Bellini zugeschrieben werden. Zuvor war es Giovanni Battista Cima zugeschrieben. Als erster erwähnt Francesco Sansovino 1581 das Gemälde: La resurretione a olio fu del medesimo Gian Bellino. Eine detaillierte Beschreibung findet sich in Carlo Ridolfis Biografie von Giovanni Bellini:

„Altre due tavole fece in San Michele, isoletta vicina a Murano; ...l'altra, nella Capella di Marin Giorgio, Christo resuscitato, con custodi armati al sepolcro in picciole figure posto sotto ad un monte; e di lontano vedesi un paese ripieno di monti, d'alberi e d'animali, e le Marie in cammino“

## Ikonografie
Die Auferstehung Christi am dritten Tag nach seiner Kreuzigung ist ein wichtiges Element des christlichen Glaubens und wird als Osterfest von den christlichen Kirchen gefeiert. Die Evangelien im Neuen Testament berichten nicht von der Auferstehung selbst, sondern von dem Engel (Lukas und Johannes berichten von zwei Engeln) am leeren Grab und den Erscheinungen des auferstandenen Christus. Mit der Auferstehung zeigt sich die Göttlichkeit von Christus, bei der Kreuzigung wurde der Körper des Menschen Christus zerstört.
Die Geschehnisse nach der Grablegung Christi und die Erscheinungen können anhand von Mt 25,29 , Mt 27,62–66  bzw. Mt 28,1–15 , Mk 16,1–8 , Lk 24,1–12  und Joh 20,1–18  nachvollzogen werden. Demnach haben die Hohenpriester und Pharisäer das Grab von Christus versiegelt und Wachen davor postiert, da Christus zu Lebzeiten seine Auferstehung nach drei Tagen angekündigt hatte. Verhindert werden sollte, dass die Jünger den Leichnam stehlen können, um behaupten zu können, Christus sei auferstanden. Am Tag nach dem Sabbat kamen bei Sonnenaufgang Maria, Maria Magdalena und Maria Cleophas für die Salbung zum Grab. Ein Erdbeben erschütterte die Gegend und ein Engel kam, schob den Grabstein beiseite setzte sich auf das Grab. Die Wachmänner erschraken vor dem Engel und wurden ohnmächtig. Den Frauen verkündete der Engel die Auferstehung Christi und sagte ihnen, dass sie ihn sehen werden.
In der frühchristlichen Kunst wurde die Auferstehung zunächst in der Buchmalerei aufgegriffen, seit Mitte des 12. Jahrhunderts auch in der Malerei und Skulptur. Das Thema verbreitet sich ab dem 14. Jahrhundert. Darstellungen der Auferstehung Christi sind Teil von Passionszyklen und auch als eigenständige Altarbilder beliebt. Seit dem Mittelalter wird das Grab nicht mehr als Mausoleum, sondern als meist geöffneter Sarkophag dargestellt. Im Hochmittelalter entwickeln sich zwei Darstellungsweisen: Bei der Darstellung des über dem Grab schwebenden Christus wird Wunder der Erhöhung und die Vergöttlichung Christi thematisiert. In der anderen Variante steigt Christus aus dem Grab. In der italienischen Malerei wird Christus meist über dem Sarg schwebend, mit Wächtern am Grab und in einer weitern Landschaft dargestellt. Das weiße Gewand, wie in dem Bellini Gemälde, steht für seine göttliche Natur. Christus ist meist mit einem Kreuzstab oder der Siegesfahne mit Kreuz als Zeichen der Überwindung des Todes. Seit dem 15. Jahrhundert wird Christus ohne Engel und mit den schlafenden oder erwachten Wächtern dargestellt. Diese der Verklärung und der Himmelfahrt ähnliche Darstellungsweise war bis ins 15. Jahrhundert in Italien verbreitet und zeigt oft auch Darstellungen der drei Frauen am Grabe.

## Vergleich mit anderen Darstellungsweisen
Piero della Francesca greift in seinem Fresco von 1463, anders als Bellini später, den seit dem Trecento verbreiteten Typus des aus dem Grab heraussteigenden Christus auf. In diesem Gemälde ist das Sarkophag parallel zur Bildebene dargestellt. Im Hintergrund erstreckt sich eine Landschaft und ein morgendlich gefärbter Himmel. Christus steht mit einem Bein auf dem Rand des Sarkophags, mit dem anderen steht er noch in seinem Grab. Vor dem Grab schlafen die Wächter. Mit dieser meist kraftvoll dargestellten Geste wird die Überwindung des Todes und die leibliche Auferstehung in den Vordergrund gestellt.
Das spätere Gemälde von Tizian (von 1542–1544) zeigt deutliche Gemeinsamkeiten mit demjenigen Bellinis. Am Boden ist das geöffnete Grab zu sehen. Auch hier schauen zwei Soldaten nach oben zu dem schwebenden Christus auf, während einer noch schläft. Mit derselben Geste und mit Siegesfahne schwebt Christus auch hier vor dem Himmel.